# Chrysoráchi (ort i Grekland)
Chrysoráchi är en ort i Grekland.   Den ligger i prefekturen Nomós Aitolías kai Akarnanías och regionen Västra Grekland, i den centrala delen av landet, 260 km nordväst om huvudstaden Aten. Chrysoráchi ligger 483 meter över havet och antalet invånare är 132.
Terrängen runt Chrysoráchi är huvudsakligen kuperad, men åt sydväst är den platt.Runt Chrysoráchi är det ganska glesbefolkat, med 21 invånare per kvadratkilometer. Närmaste större samhälle är Arta, 13,5 km väster om Chrysoráchi. == Kommentarer ==
1. ↑  Framräknat ur variansen i alla höjduppgifter (DEM 3") från Viewfinder Panoramas, inom 10 km radie.[2] Mer om algoritmen finns här: Användare:Lsjbot/Algoritmer.